# Agapytho foveicollis
Agapytho foveicollis is een keversoort uit de familie Agapythidae. De wetenschappelijke naam van de soort is voor het eerst geldig gepubliceerd in 1921 door Broun.